# Слокар, Андрея
Андрея Слокар (словен. Andreja Slokar; род. 15 октября 1997 года) — словенская горнолыжница, специализирующаяся на слаломных дисциплинах. Победительница этапов Кубка мира, участница Олимпийских игр 2022 года.

## Спортивная карьера
Она родом из Айдовшчины и выступает в составе местного клуба «Дол». С 2018 года она соревнуется под руководством главного тренера Боштьяна Божича.
Андрея Слокар дебютировала на Кубке мира 6 января 2018 года, приняв участие в соревнованиях по гигантскому слалому в Краньска-Гора.
12 января 2021 года она впервые заняла 23-е место в слаломе на этапе Кубка мира во Флахау, а пять дней спустя стала 19-й в гигантском слаломе в Краньска-Гора.
На своём первом чемпионате мира в 2021 году в Кортина д'Ампеццо она заняла пятое место в слаломе.
13 ноября 2021 года она впервые выиграла этап Кубка мира, победив в параллельной дисциплине в австрийском Цюрсе. 
На Олимпийских играх 2022 года в Пекине была близка к медали в слаломе. В первой попытке Слокар показала 4-е время, а во второй — 5-й. По сумме она стала пятой, проиграв всего 0,22 сек чемпионке Петре Вльговой и 0,10 сек бронзовому призёру Венди Хольденер.
19 марта 2022 года на финальном этапе Кубка мира в Мерибеле победила в слаломе.
В октябре 2022 года перед началом нового сезона на тренировке порвала крестообразную связку левого колена, из-за чего полностью пропустила сезон 2022/23, включая чемпионат мира во Франции. 
Вернулась на трассы в начале сезона 2023/24. За весь сезон лишь дважды попала в топ-10 на этапах Кубка мира, не поднимаясь выше 7-го места.

## Результаты

### Чемпионаты мира
| Чемпионат мира         | Скоростной спуск          | Супергигант               | Гигантский слалом         | Слалом                    | Комбинация                | Команды                   | Паралл. гигантский слалом |
| ---------------------- | ------------------------- | ------------------------- | ------------------------- | ------------------------- | ------------------------- | ------------------------- | ------------------------- |
| 2021 Кортина-д’Ампеццо | —                         | —                         | —                         | 5                         | —                         | 11                        | —                         |
| 2023 Мерибель          | не выступала из-за травмы | не выступала из-за травмы | не выступала из-за травмы | не выступала из-за травмы | не выступала из-за травмы | не выступала из-за травмы | не выступала из-за травмы |
| 2025 Зальбах           | —                         | —                         | —                         | 6                         | 9                         | —                         | н/д                       |

### Кубок мира

#### Подиумы на этапах Кубка мира (3)
| № | Сезон   | Дата        | Место проведения | Дисциплина          | Место | Отчёт |
| - | ------- | ----------- | ---------------- | ------------------- | ----- | ----- |
| 1 | 2021/22 | 13 ноя 2021 | Цюрс             | Параллельный слалом | 1     |       |
| 2 | 2021/22 | 19 мар 2022 | Мерибель         | Слалом              | 1     |       |
| 3 | 2024/25 | 27 мар 2025 | Сан-Валли        | Слалом              | 3     |       |